# Atonia mollis
Atonia mollis är en tvåvingeart som beskrevs av Hermann 1912. Atonia mollis ingår i släktet Atonia och familjen rovflugor. Inga underarter finns listade i Catalogue of Life.